# Rêve et réalité
Rêve et réalité er en fransk stumfilm fra 1901 af Ferdinand Zecca.